# Željko Milinovič
Željko Milinovič (Ljubljana, 1969. október 12. –), szlovén válogatott labdarúgó.
A szlovén válogatott tagjaként részt vett a 2000-es Európa-bajnokságon és a 2002-es világbajnokságon.

## Sikerei, díjai
Olimpija Ljubljana
- Szlovén bajnok (3): 1991–92, 1992–93, 1993–94

Maribor
- Szlovén bajnok (2): 1996–97, 1997–98
- Szlovén kupagyőztes (1): 1996–97